# Championnat de Gambie de football 2003-2004
Navigation
Édition 2001 Édition suivante
La saison 2003-2004 du Championnat de Gambie de football est la trente-sixième édition de la GFA League Division I, le championnat national de première division en Gambie. Les dix équipes engagées sont regroupées au sein d'une poule unique où elles affrontent deux fois leurs adversaires, à domicile et à l'extérieur. En fin de saison, les deux derniers du classement sont relégués et remplacés par les deux meilleurs clubs de deuxième division.
C'est le club du Wallidan FC qui remporte la compétition cette saison après avoir terminé en tête du classement, avec trois points d'avance sur le Hawks FC et sept sur Gambia Ports Authority. C'est le quatorzième titre de champion de Gambie de l'histoire du club, qui réussit même le doublé en s'imposant en finale de la Coupe de Gambie face à Armed Forces FC.

## Participants
- Wallidan FC
- Steve Biko FC
- Real de Banjul
- Tallinding United - Promu de D2
- Hawks FC
- Gambia Ports Authority
- Armed Forces FC
- Bakau United FC
- Sait Matty FC
- Starlight Banjul - Promu de D2

## Compétition

### Classement
Le classement est établi sur le barème de points suivant : victoire à 3 points, match nul à 1, défaite à 0.
| Rang | Équipe                 | Pts | J  | G  | N | P  | Bp | Bc | Diff |
| ---- | ---------------------- | --- | -- | -- | - | -- | -- | -- | ---- |
| 1    | Wallidan FCC           | 38  | 18 | 11 | 5 | 2  | 27 | 11 | +16  |
| 2    | Hawks FC               | 35  | 18 | 11 | 2 | 5  | 32 | 17 | +15  |
| 3    | Gambia Ports Authority | 31  | 18 | 9  | 4 | 5  | 26 | 12 | +14  |
| 4    | Armed Forces FCT       | 30  | 18 | 9  | 3 | 6  | 20 | 13 | +7   |
| 5    | Steve Biko FC          | 28  | 18 | 9  | 1 | 8  | 25 | 28 | -3   |
| 6    | Real de Banjul         | 25  | 18 | 6  | 7 | 5  | 16 | 14 | +2   |
| 7    | Bakau United FC        | 21  | 18 | 6  | 3 | 9  | 22 | 25 | -3   |
| 8    | Sait Matty FC          | 17  | 18 | 4  | 7 | 7  | 17 | 26 | -9   |
| 9    | Starlight BanjulP      | 11  | 18 | 2  | 5 | 11 | 14 | 32 | -18  |
| 10   | Tallinding UnitedP     | 11  | 18 | 2  | 5 | 11 | 11 | 32 | -21  |

|  | Qualification pour la Ligue des champions de la CAF 2005                               |
|  | Qualification pour la Coupe de la confédération 2005                                   |
|  | Relégation directe en deuxième division                                                |
|  | T : Tenant du titre C : Vainqueur de la Coupe de Gambie P : Promu de deuxième division |

## Bilan de la saison
| Championnat de Gambie de football 2003-2004 |                         |
| Champion                                    | Wallidan FC (14e titre) |
| Coupes et trophées                          |                         |
| Vainqueur de la Coupe de Gambie 2003-2004   | Wallidan FC             |
| Qualifications continentales                |                         |
| Ligue des champions de la CAF 2005          | Wallidan FC             |
| Coupe de la confédération 2005              | Armed Forces FC         |
| Promotions et relégations                   |                         |
| Promus en GFA League Division I             | Kaira Silo FC           |
| Promus en GFA League Division I             | Gamtel FC               |
| Relégués en GFA League Division II          | Starlight Banjul        |
| Relégués en GFA League Division II          | Tallinding United       |